# Сакура (Тиба)
Са́кура (яп. 佐倉市 Сакура-си) — город в Японии, находящийся в префектуре Тиба. Площадь города составляет 103,59 км², население — 171 868 человек (1 августа 2014), плотность населения — 1659,12 чел./км².

## Географическое положение
Город расположен на острове Хонсю в префектуре Тиба региона Канто. С ним граничат города Тиба, Йоцукайдо, Ятиё, Индзай, Ятимата и посёлок Сисуи.
Исторически был центром княжества Сакура, в городе был свой замок, позже разрушенный. На месте замка стоит Национальный историко-этнографический музей Японии.

## Население
Население города составляет 171 868 человек (1 августа 2014), а плотность — 1659,12 чел./км². Изменение численности населения с 1980 по 2005 годы:
| 1980 | 101 180 чел. |  |
| 1985 | 121 213 чел. |  |
| 1990 | 144 688 чел. |  |
| 1995 | 162 624 чел. |  |
| 2000 | 170 934 чел. |  |
| 2005 | 171 246 чел. |  |

## Символика
Деревом города считается сакура, цветком — ирис мечевидный.

## Персоналии
- Цуда Сэн, агроном